# جلان بيرسون (سياسي)
جلان بيرسون (بالإنجليزية: Glen Pearson)‏ هو سياسي أسترالي، ولد في 19 فبراير 1907، وتوفي في 30 نوفمبر 1976. حزبياً، نشط في تحالف الليبرالية والريفي.

## مناصب
- انتخب وزير مالية جنوب أستراليا [الإنجليزية]‏ (17 أبريل 1968 – 2 مارس 1970).
- انتخب وزير الإسكان (17 أبريل 1968 – 2 مارس 1970).
- انتخب وزير شؤون السكان الأصليين (28 فبراير 1963 – 10 مارس 1965).
- انتخب Commissioner of Public Works (South Australia) [الإنجليزية]‏ (25 يونيو 1958 – 10 مارس 1965).
- انتخب Minister of Marine ‏ (25 يونيو 1958 – 10 مارس 1965).
- انتخب Minister of Forests ‏ (16 أبريل 1956 – 25 يونيو 1958).
- انتخب وزير الزراعة (16 أبريل 1956 – 25 يونيو 1958).
- انتخب عضو مجلس النواب جنوب أستراليا من الجمعية عن دائرة Electoral district of Flinders [الإنجليزية]‏ وقد انضم خلال فترته النيابية (2 يونيو 1951 – 29 مايو 1970) للكتلة البرلمانية تحالف الليبرالية والريفي.